# Taylorsville (Utah)
Taylorsville é uma cidade localizada no estado norte-americano do Utah, no Condado de Salt Lake.

## História
A área hoja chama Taylorsville foi a região de três comunidades históricas da região central do Condado de Salt Lake: Taylorsville, Bennion e Kearns. Essas comunidades foram incorporadas através do voto da população com mais de 70% de aprovação em Setembro de 1995. A cidade se tornou oficialmente Taylorsville durante o centésimo aniversário do estado de Utah em 1996.

## Geografia
De acordo com o United States Census Bureau, a cidade tem uma área de 28,1 km², onde todos os 28,1 km² estão cobertos por terra.

### Localidades na vizinhança
O diagrama seguinte representa as localidades num raio de 8 km ao redor de Taylorsville.

## Demografia
Segundo o censo nacional de 2010, a sua população é de 58 652 habitantes e sua densidade populacional é de 2 087,16 hab/km². É a cidade mais densamente povoada do Utah. Possui 20 671 residências, que resulta em uma densidade de 735,59 residências/km².